# Cirrhitichthys oxycephalus
Cirrhitichthys oxycephalus är en fiskart som först beskrevs av Bleeker, 1855.  Cirrhitichthys oxycephalus ingår i släktet Cirrhitichthys och familjen Cirrhitidae. Inga underarter finns listade i Catalogue of Life.